# أرض مناظرة

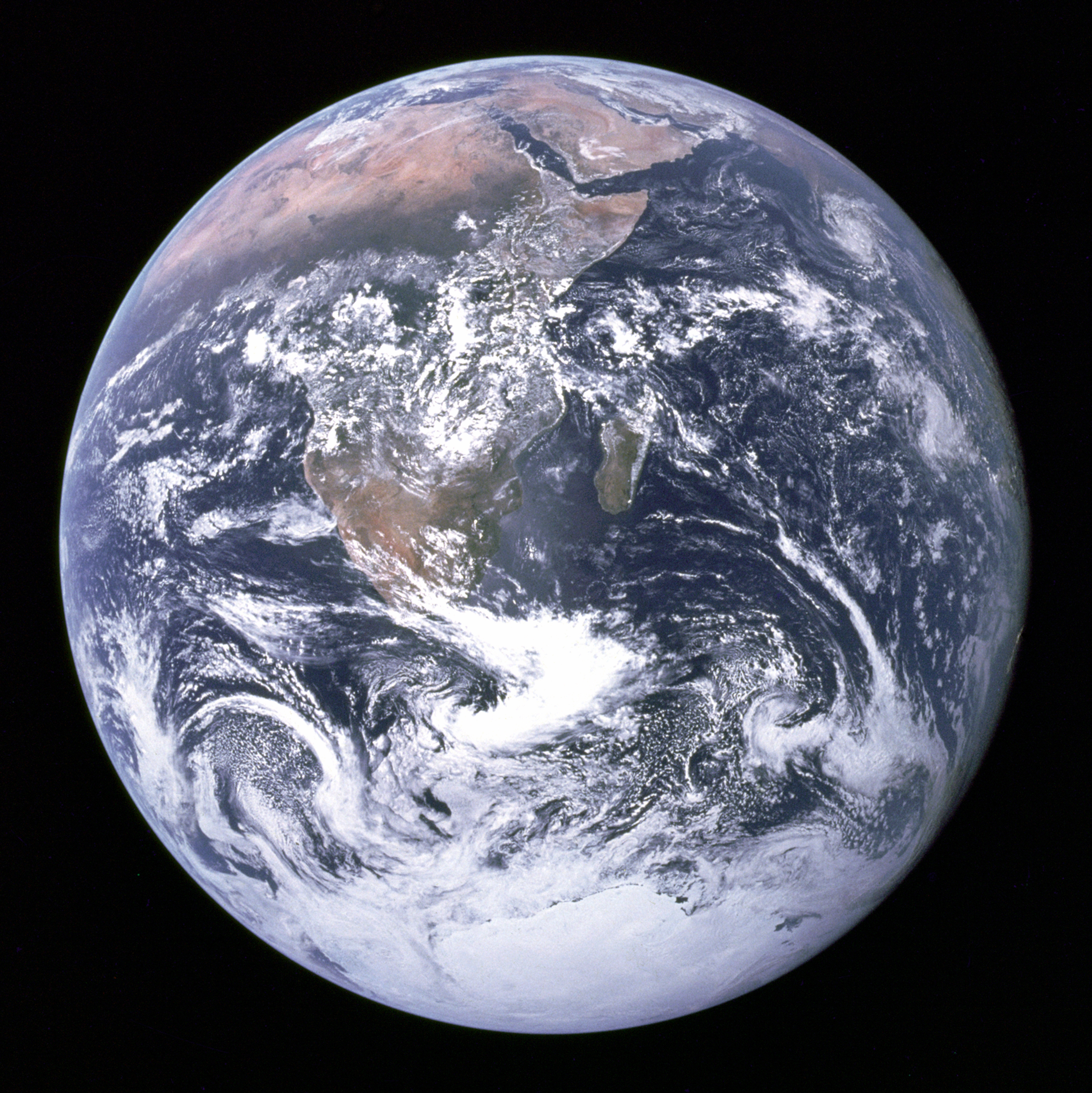
كوكب الأرض

الأرض المناظرة (والتي يشار إليها كذلك باسم توأم الأرض أو الأرض التوأم أو الأرض الثانية أو الأرض الغريبة أو الأرض 2 أو الكوكب الشبيه بالأرض) عبارة عن كوكب (أو عالم) نظري آخر تشبه ظروفه ظروف الأرض.
وهذه الاحتمالية لها أهمية كبيرة للبشر حيث أنه اُستدل بسهولة على أنه كلما كان الكوكب مشابهًا للأرض، تزايدت احتمالية دعمه للحياة المعقدة خارج الأرض، والأهم من ذلك الحضارة. وبالتالي، فقد تم التكهن بهذا الأمر بل وتم التعبير عنه في العلوم والفلسفة والخيال العلمي والثقافة الشعبية. وقد نظر دعاة استعمار الفضاء لفترة طويلة إلى الأرض المناظرة على أنها «موطن ثانٍ»، في حين أن دعاة الفضاء والبقاء يمكن أن ينظروا إلى مثل هذا الكوكب على أنه «موطن جديد» محتمل.
قبل الأبحاث العلمية المتعلقة بالكواكب خارج إطار المجموعة الشمسية ودراستها، تم إخضاع تلك الاحتمالية للجدل من خلال الفلسفة والخيال العلمي. ويقترح المبدأ التوسطي أنه قد يكون من الشائع تواجد كواكب مثل الأرض في مثل هذا الكون الفسيح غير المتناهي، في حين أن فرضية الأرض النادرة تقترح أن الكواكب التي تشبه الأرض نادرة للغاية. وقد أوضح الفلاسفة أن حجم الكون يوحي بضرورة تواجد كوكب مشابه للأرض للغاية في مكان ما في هذا الكون، ومثل هذه النظريات تشتمل على فلسفة الكون المتعدد وتجربة توأم الأرض الفكرية.
وترى بعض النظريات العلمية أن الأراضي المناظرة قد تكون تواجدت في النظام الشمسي الخاص بنا في الماضي. وفي المستقبل، يمكن استخدام التقنيات من خلال البشر من أجل إنتاج أرض مناظرة صناعية. وفي المجال النظري، يمكن أن يساعد تعديل شكل الكوكب أو الواقع الظاهري أو محاكاة الواقع على خلق مثل ذلك العالم. وتقترح نظرية الكون المتعدد أن الأرض المناظرة يمكن أن تتواجد في كون آخر أو ربما تكون حتى نسخة أخرى من الأرض ذاتها في الكون الموازي.
وتحسن التطورات التقنية في مجال اكتشاف الكواكب خارج المجموعة الشمسية من احتماليات وجود اكتشاف حقيقي، ليس فقط في هذا الكون، ولكن في مجرة درب التبانة الحالية، رغم أن التوزيع والسمات ما زالت غير معروفة بشكل كبير. وقد أدت الدراسات المختلفة حول مدى تواجد كواكب تشبه الأرض في مجرة درب التبانة في تنوع التقديرات بين وجود كوكب واحد من هذا النوع (أي الأرض) ومئات الملايين من تلك الكواكب المشابهة للأرض. وتميل الحسابات الحالية إلى الإشارة إلى احتمالية تواجد مثل هذه الكواكب بشكل شائع نسبيًا في الكون.
وقد أثرت الاكتشافات العلمية الهامة التي ظهرت في الفترات الأخيرة بشكل كبير على نطاق مجالات البيولوجيا الفلكية ونماذج كون الكواكب مأهولة بالسكان والبحث عن كائنات ذكية خارج إطار الأرض. وقد اقترحت الوكالة الأمريكية للملاحة الجوية وعلوم الفضاء (NASA) ومعهد البحث عن كائنات ذكية خارج إطار الأرض (SETI) وضع فئات للعدد المتزايد من الكواكب المشابهة للأرض التي تم العثور عليها باستخدام إجراء أطلق عليه اسم فهرس التشابه مع الأرض (ESI)، اعتمادًا على الكتلة ونصف القطر ودرجة الحرارة.
 ووفقًا لهذا الإجراء، فإن الكوكب الذي يعتقد حاليًا أنه أكثر تشابهًا مع الأرض هو جليز 667C c(0.85).
وفي السابع من يناير عام 2013، أعلن علماء الفلك من مرصد فضاء بعثة كيبلر اكتشاف كوكب KOI-172.02، وهو كوكب خارجي يشبه الأرض، ومن المرشح أنه يدور حول نجم يشبه الشمس التي تدور حولها الأرض في المنطقة القابلة للسكن، وربما «يكون مرشحًا بشدة للاحتواء على حياة غريبة».

## معلومات تاريخية

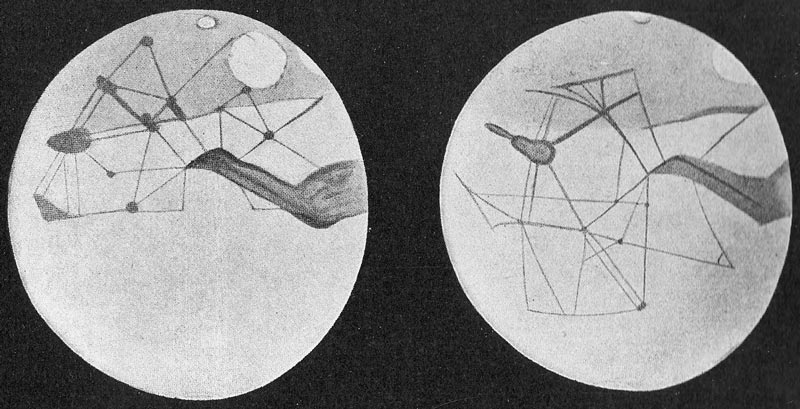
صوَّر بيرسيفال لويل كوكب المريخ على أنه كوكب جاف لكنه يشبه الأرض، وقال إنه يمكن أن يكون مأهولاً بالحضارات من خارج الأرض.

وفي حوالي عام 400 قبل الميلاد، اقترح فيلاولاس أنه توجد أرض مقابلة تمثل توازنًا مقابلاً له نفس الكتلة للحيلولة دون ميلان الكون.
وبين عام 1858 و1920، كان ينظر إلى كوكب المريخ من قبل الكثير، بما في ذلك بعض العلماء، على أنه مشابه للغاية للأرض، وأنه لا يختلف عنها إلا في الجفاف وسمك الغلاف الجوي له، بينما له نفس الميل المحوري ونفس المدار ونفس الفصول بالإضافة إلى الحضارة المريخية التي أدت إلى بناء قنوات مريخية ضخمة. وقد تم تطوير هذه النظريات من خلال جيوفاني شياباريللي وبيرسيفال لويل وغيرهم. وبالتالي، فقد تم تصوير المريخ في الخيال، ذلك الكوكب الأحمر، على أنه مشابه للأرض، لكن تمتد فيه الصحراء في الأفق. ورغم ذلك، فإن الصور والبيانات التي تم الحصول عليها من برنامج مارينر ومسابر فايكينج الفضائية صورت الكوكب على أنه عالم ميت مليء بالحفر. ورغم ذلك، ومع استمرار الاكتشافات، فقد بقي العديد من التشابهات بينه وبين الأرض. على سبيل المثال، فقد تم العثور على أصول فرضية المحيط المريخي في بعثات فايكينج، واشتهرت في بدايات الثمانينيات من القرن العشرين ومع احتمالية وجود المياه، كانت هناك احتمالية ظهور الحياة على كوكب المريخ، ومرة أخرى تم تصور الكوكب على أنه يشبه كوكب الأرض.
وبنفس الطريقة، وحتى الستينيات من القرن العشرين، كان ينظر إلى كوكب الزهرة من قبل الكثيرين، من بينهم بعض العلماء، على أنه نسخة مشابهة للأرض ولكنه أكثر دفئًا منها، بالإضافة إلى الغلاف الجوي الأكثر سمكًا، إلى جانب الجو الساخن والمترب أو الرطب المليء بسحب المياه والمحيطات. وقد تم تصوير الزهرة في الأعمال الخيالية على أنه يحتوي على العديد من التشابهات مع الأرض، وتنبأ العديدون بوجود حضارة في كوكب الزهرة. وقد تبددت تلك الاعتقادات في الستينيات من القرن العشرين، عندما قامت المسابر الفضائية الأولى بتجميع بيانات علمية أكثر دقة من على الكوكب، واكتشفت أن الزهرة هو عالم يشبه الجحيم، حيث تصل درجة حرارة سطحه إلى 900 °ف (482 °م) في حين أن غلافه الجوي اسمك 92 مرة من الغلاف الجوي للأرض.

## السمات والمعايير
تعتمد احتمالية العثور على أرض مناظرة في الغالب على السمات المتوقع أن تكون متشابهة، وهي سمات متنوعة بشكل كبير. وبشكل عام، فإن هذا الكوكب يحتمل أن يكون كوكبًا كونيًا، وقد تم إجراء العديد من الدراسات العلمية التي تهدف إلى العثور على مثل هذه الكواكب. ومن بين تلك المعايير التي يتم تضمينها ولكن لا يقتصر الأمر عليها حجم الكوكب وحجم النجم ونوعه (أي المجموعة الشمسية المناظرة) وطول المدار واستقراره وميل المحور والدوران وتشابه الظروف الجغرافية والمحيطات والهواء والطقس والطبقة المغناطيسية القوية وحتى تواجد الحياة المعقدة التي تشبه تلك الموجودة على الأرض (ربما من خلال التطور المتقارب أو التطور المتوازي). فإذا كانت هناك حياة معقدة، فقد يكون هناك بعض الغابات التي تغطي قدرًا كبيرًا من الأراضي. وفي حالة وجود حياة ذكية، فيمكن أن تكون هناك مساحات من الأرض تغطيها المدن. وبعض الأمور المفترض تواجدها في هذا الكوكب قد لا تكون محتملة بسبب تاريخ كوكب الأرض. على سبيل المثال، لم يكن الغلاف الجوي للأرض غنيًا بصفة دائمة بالأكسجين، ويعد ذلك بمثابة التوقيع البيولوجي المميز لظهور الحياة القائمة على التمثيل الضوئي. كما يمكن أن يمثل تكوين وتواجد وتأثير القمر على هذه السمات (مثل قوى المد والجزر) مشكلة عندما يتعلق الأمر بالبحث عن نظير للأرض.

### الحجم

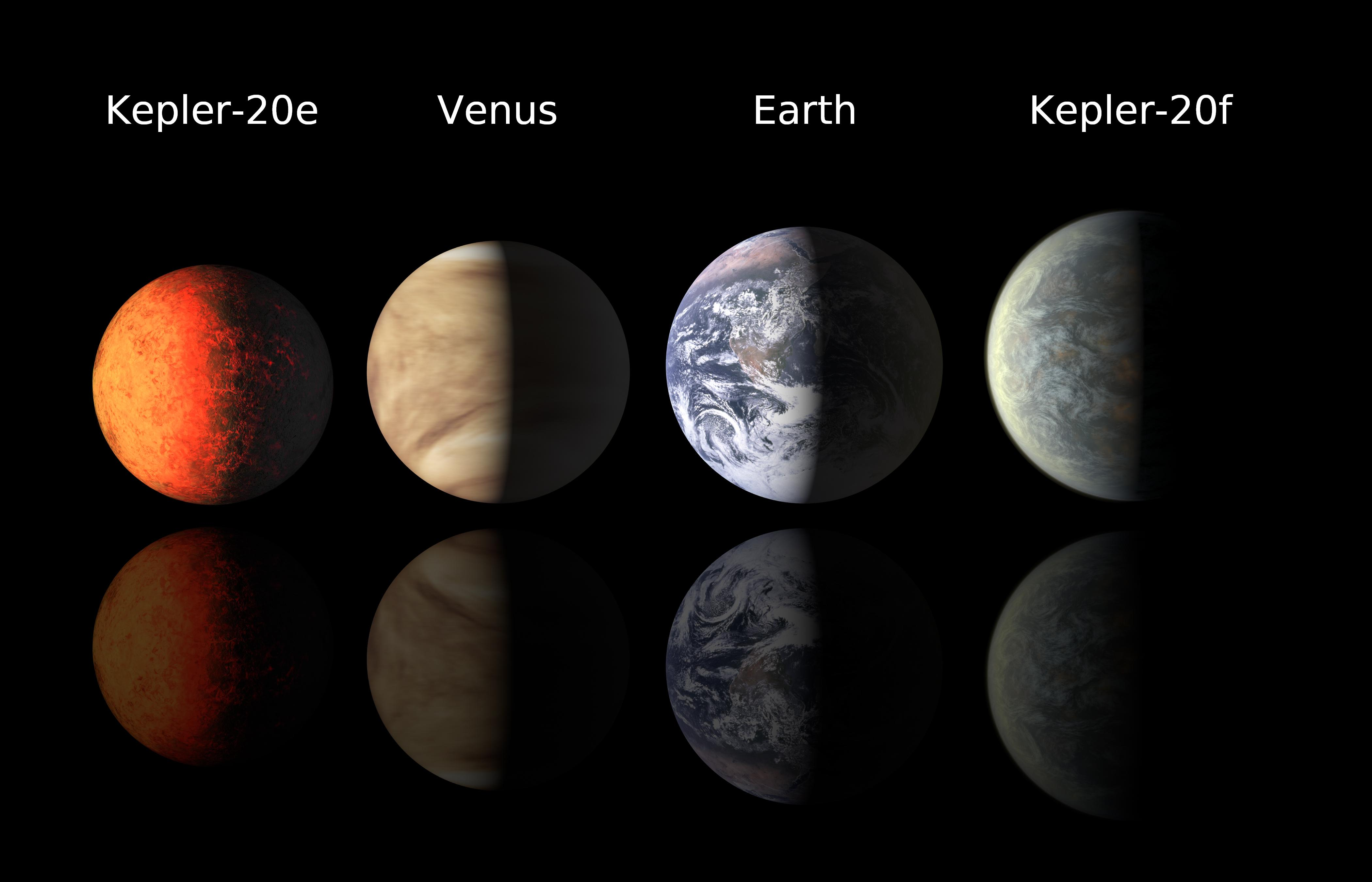
مقارنات حسب الحجم: كيبلر - 20e مع الزهرة والأرض.

غالبًا ما ينظر إلى الحجم على أنه مقياس فعال؛ حيث أن الكواكب التي تكون بنفس حجم كوكب الأرض يعتقد أنها يمكن أن تكون ذات طبيعة قابلة للسكن، بالإضافة إلى أنها تكون لها القدرة على امتلاك مجال جوي رائع.
ويستخدم فهرس التشابه مع الأرض الكتلة ونصف القطر كمعايير.
أقرب الكواكب والأقمار الطبيعية لحجم الأرض هي:
تشير هذه المقارنة إلى أن الحجم وحده لا يعد مقياسًا جيدًا، خصوصًا فيما يتعلق إمكانية السكن. ويجب وضع درجة الحرارة في الاعتبار كذلك، حيث أن الزهرة وكواكب ألفا سنتوري Bb (التي تم اكتشافها في عام 2012) وكيبلر - 20 (الذي تم اكتشافه في عام 2011)وCOROT-7b وكواكب KOI-961 الثلاثة (التي تم تأكيدها في عام 2012) تتسم بالحرارة الشديدة، في حين أن كوكب المريخ وجانيميد وتايتان هي عبارة عن عوالم شديدة البرودة، مما يؤدي إلى تنوع شديد في ظروف السطح والمجال الجوي.
تعد كتلة أقمار النظام الشمسي جزءًا لا غير من كتلة الأرض؛ في حين أن كتلة الكواكب خارج المجموعة الشمسية يصعب قياس حجمها بشدة. ومع ذلك، تعد اكتشافات الكواكب الخارجية التي يشبه حجمها حجم الأرض هامة؛ لأنها ربما تشير إلى احتمالية تكرار وانتشار الكواكب التي تشبه الأرض. وربما تكمن أولى الخطوات التي تم اتخاذها تجاه اكتشاف المزيد من الكواكب التي تشبه الأرض في وضع قائمة مختصرة بالكواكب المرشحة ذات الأحجام المشابهة، ثم مقارنة درجات حرارتها بدرجة حرارة الأرض.

### إمكانية السكن

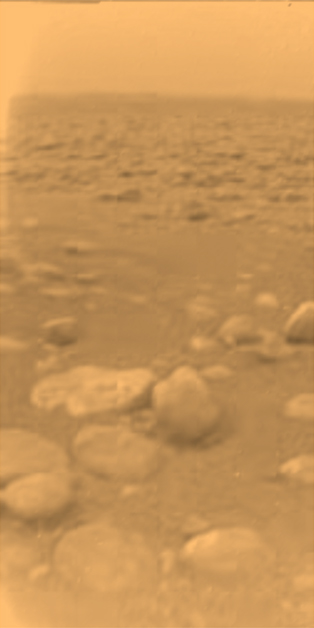
أسطح مثل هذه الأسطح في قمر تايتان التابع لزحل (تم التقاط هذه الصور من خلال مسبار هويجنس (Huygens) تحمل متشابهات سطحية مع السهول الفيضية الموجودة على سطح الأرض

هناك معيار آخر دائم الذكر وهو أن الأرض المناظرة يجب أن تكون ذات سطح يمكن سكنه، أي أن سطحها يجب أن يكون مثل أسطح الكواكب من الناحية الجيولوجية. وأقرب الأمثلة المعروفة على ذلك هي المريخ وتايتان، وفي حين أنه توجد أوجه تشابه في أنواع التضاريس والتكوينات السطحية، هناك اختلافات كبيرة كذلك مثل اختلاف درجات الحرارة ومقادير الجليد.
وقد تكونت العديد من مواد وتضاريس السطح على الأرض نتيجة التفاعل مع المياه (مثل الطين والصخور الرسوبية) أو كناتج ثانوي من الحياة العضوية (مثل الحجر الجيري أو الفحم) والتفاعل مع الغلاف الجوي، سواء بشكل بركاني أو مصطنع.
وبالتالي، يجب أن تكون الأرض المناظرة بشكل حقيقي قد تكونت من خلال عمليات مشابهة، وأن تمتلك غلافًا جويًا، وأن تتم بها تفاعلات بركانية مع السطح، بالإضافة إلى امتلاكها مياهًا سائلةً في الماضي أو في الحاضر، ناهيك عن تواجد أشكال للحياة بها.

### درجة الحرارة
هناك العديد من العوامل التي يمكن أن تحدد درجات الحرارة على الكوكب، وبالتالي هناك إجراءات متعددة يمكن أن تقارن بشكل مباشر مع تلك الموجودة على الأرض في الكواكب التي لا تكون ظروف الغلاف الجوي بها معروفة. ويتم استخدام درجة حرارة التوازن للكواكب التي لا تحتوي على غلاف جوي. فمن خلال الأغلفة الجوية، يفترض وجود تأثير الصوبة الزراعية. وفي النهاية، يتم استخدام درجة حرارة السطح. وتتأثر كل درجة حرارة من تلك الدرجات بطبيعة الحال بالمناخ، والذي يتأثر بالمدار والدوران (أو التحكم في المد والجذر) على الكوب، وكل منها توفر تنوعات إضافية.
وإليكم أدناه مقارنة للكواكب التي تم تأكيد درجات حرارتها، والتي اتضح أنها الأقرب إلى الأرض من ناحية درجات الحرارة.
| مقارنات درجة الحرارة                      | الزهرة              | الأرض                | كيبلر 22b            | المريخ                |
| درجة حرارة التوازن العالميe               | 307 K 34 °م 93 °ف   | 255 K −18 °م −0.4 °ف | 262 K −11 °م 22.2 °ف | 206 K −67 °م −88.6 °ف |
| + الزهرة' تأثير غاز الصوبة الزراعية (GHG) | 737 K 464 °م 867 °ف |                      |                      |                       |
| + الأرض's تأثير غاز الصوبة الزراعية       |                     | 288 K 15 °م 59 °ف    | 295 K 22 °م 71.6 °ف  |                       |
| + المريخ' تأثير غاز الصوبة الزراعية       |                     |                      |                      | 210 K −63 °م −81 °ف   |
| التحكم في المد والجزر                     | تقريبًا              | لا                   | غير معروف            | لا                    |
| Bond Albedo العالمي                       | 0.9                 | 0.29                 | غير معروف            | 0.25                  |
| Refs.                                     |                     |                      |                      |                       |

### المجموعة الشمسية المناظرة
من بين المعايير الأخرى للأرض المناظرة أنها يجب أن تدور حول مجموعة شمسية مناظرة، أي نجم مثل الشمس، حيث يشبه الشمس من ناحية قياس الضوء أو فيما يتعلق بالنوع الطيفي. ويتبع ذلك أن يكون تكوين الكوكب في المجموعة الشمسية ذات المعادن الشبيهة مشابهًا لتكوين الأرض. وبالإضافة إلى ذلك، يمكن أن يساعد ذلك على الحد من التطرفات النجمية والتنوع الذي يمكن أن يسري على أنواع أخرى من النجوم.
وفي حين أنه تم اكتشاف كواكب تدور حول نجوم مشابهة للشمس، إلا أن معظمها عبارة عن كيانات غازية ضخمة أو بحجم الأرض الفائقة، بالإضافة إلى أن العديد من هذه الأنظمة الكوكبية قد أثبتت أنها مختلفة عن النظام الخاص بنا بشكل كبير.
كيبلر - 22، وهو النجم الأب لكيبلر - 22b، أصغر بقليل من الشمس وأبرد منها.
لا يمكن الاعتماد على هذا المقياس بشكل كامل، حيث أن المريخ والزهرة يدوران كذلك حول الشمس، لكن لهما تركيبات وخصائص مختلفة.

### المياه السطحية والدورة الهيدروليجية

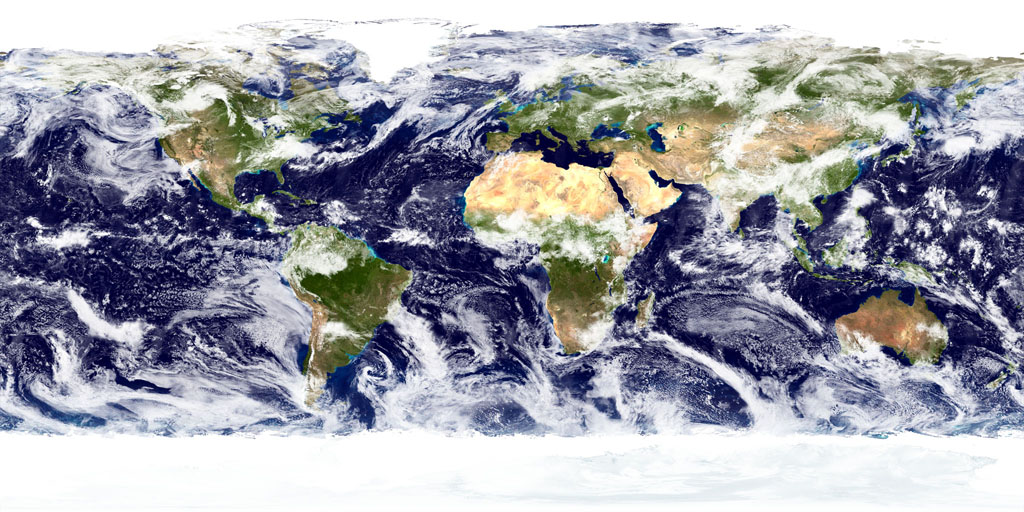
تغطي المياه 70% من سطح الأرض، وهي ضرورية لكل أشكال الحياة المعروفة.

يمكن أن يكون كوكب 

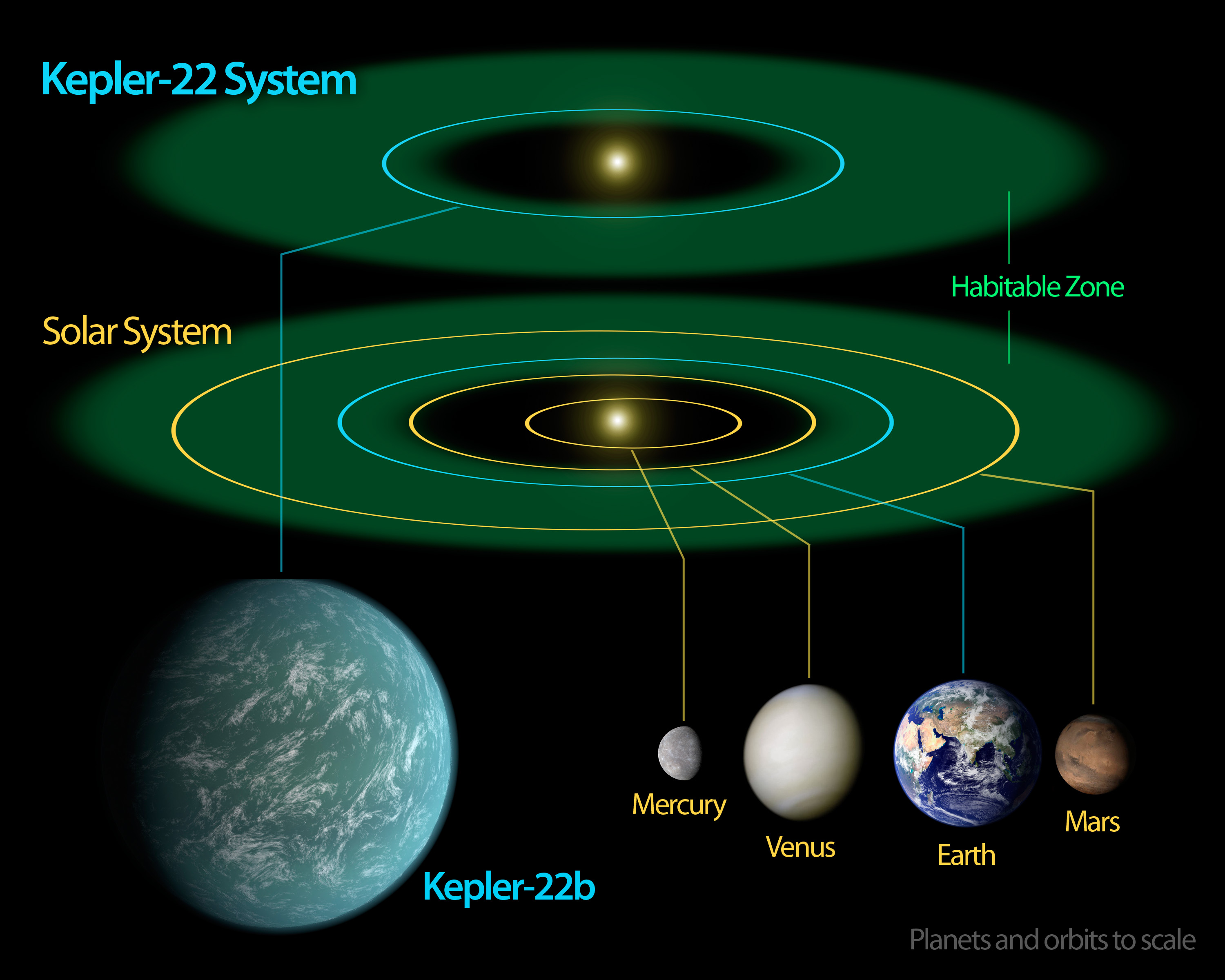
كيبلر - 22b، الموجود في المنطقة القابلة للسكن لنجم يشبه الشمس أقرب كوكب مرشح تم اكتشافه حتى اليوم من ناحية احتمالية وجود المياه السطحية، إلا أنه أكبر بكثير من الأرض في حين أن تكوينه الفعلي غير معروف

يحدد مفهوم منطقة المياه السائلة (أو المنطقة القابلة للسكن) المنطقة التي يمكن أن تتواجد بها المياه على السطح وتعتمد على خصائص الأرض والشمس. ووفقًا لهذا النموذج، تدور الأرض بشكل تقريبي في منتصف هذه المنطقة أو في «المنطقة المعتدلة». والأرض هي الكوكب الوحيد في الكون الذي تم تأكيد احتوائه على مقادير كبيرة من المياه السطحية. وكوكب الزهرة موجود في الجانب الساخن من المنطقة في حين أن المريخ يتواجد في الجانب البارد، وكلاهما معروف أنه لا يحتوي على مياه سطحية دائمة، رغم أنه توجد أدلة أن المريخ كان يحتوي على المياه في الماضي، في حين أنه من المتوقع أن يكون الزهرة كان يحتوي على مياه في الماضي كذلك. وبالتالي يمكن أن تحتوي الكواكب (أو الأقمار) الخارجية الموجودة في الموضع المعتدل والتي يكون لها أغلفة جوية جيدة على محيطات وسحب مياه مثل تلك الموجودة على الأرض.
ويقول البعض إن الأرض المناظرة الحقيقية يجب ألا يكون لها موضع مشابه بين الكواكب التي تنتمي إليها، لكن يجب كذلك أن تدور حول شمس مناظرة وأن يكون لها مدار دائري قريب منها، بحيث تبقى قابلة للسكن بصفة دائمة مثل الأرض.
ويعد أفضل كوكب مرشح لذلك حتى اليوم هو كوكب كيبلر - 22b، حيث يدور حول نجم يشبه الشمس وفي موضع مشابه للأرض وفي المنطقة القابلة للسكن، إلا أنه أكبر بكثير من الأرض، في حين أن تكوينه الفعلي غير معروف. لقد أثبت النظام الشمسي الخاص بنا أن التواجد في المنطقة القابلة للسكن لا يضمن أن يكون الكوكب «مشابهًا للأرض».
وبالإضافة إلى المياه السطحية، قد تتطلب الأرض المناظرة وجود خليط من المحيطات أو البحيرات والمناطق التي لا تغطيها المياه، أو ما يطلق عليها اليابسة.
رغم ذلك، يمكن العثور على كواكب تشبه الأرض بشدة عند استخدام معايير أقل صرامة. على سبيل المثال، في بعض الظروف المعينة، مثل تأثير الصوبة الزراعية القوي وضغط الغلاف الجوي أو الجاذبية، يمكن أن يمتلك الكوكب بشكل نظري بحيرات ومحيطات سطحية بدون التواجد في المنطقة القابلة للسكن. وفي الواقع، يعد قمر تايتان التابع لزحل هو الكيان الوحيد الآخر في المجموعة الشمسية الذي عرف عنه أنه يحتوي على سوائل سطحية، ومع ذلك فإن هذا السائل مكون من الهيدروكربونات وليس من المياه. وهناك عوامل أخرى يمكن أن تكون مشابهة للأرض، إلا أن سطحها جاف أو جليدي بشكل كبير، ولكنه يحتوي على أبخرة مياه في الغلاف الجوي أو مياه جوفية أو محيطات جوفية، مثل بعض المناطق القاحلة والقطبية على الأرض.

## مدى التكرار المقدر
إن تكرار تواجد كواكب مشابهة للأرض في مجرة درب التبانة وفي الكون الفسيح الأكبر غير معروف إلى حد كبير حتى الآن. ويتراوح هذا التكرار بين تقديرات فرضية الأرض النادرة، حيث يوجد كوكب واحد (أي الأرض)، وحتى وجود مئات البلايين من الكواكب المشابهة.
والعديد من المعادلات، بما في ذلك معادلة دريك (Drake)، تستخدم تقديرات تكون الأساس لحساباتها وتوقعاتها. وغالبًا ما تقوم المعادلات مثل تلك المعادلات على احتمالية امتلاك كل نجم مثل الشمس لكوكب يشبه الأرض.
وتهدف العديد من الدراسات العلمية الحالية، بما في ذلك بعثة كيبلر إلى تحسين التقديرات من خلال استخدام البيانات الفعلية من الكواكب العابرة.
وتقترح دراسة أجراها عالم الفلك مايكل ماير في عام 2008 من جامعة أريزونا للأتربة الكونية بالقرب من النجوم حديثة التكوين، والتي تشبه الشمس، أن ما بين 20% و60% من الشموس المناظرة توفر أدلة على تكوين كواكب صخرية تشبه العملية التي أدت إلى تكوين تلك الصخور على الأرض. وقد اكتشف فريق ماير هذا ويرى أنه منتج ثانوي لتكوين الكواكب الصخرية.
وفي عام 2009، قدر آلان بوس من معهد علوم كارنيجي (Carnegie Institution of Science) أنه يوجد 100 بليون كوكب يشبه الأرض في مجرة درب التبانة فقط، والعديد منها يمكن أن يكون قد احتوى على أشكال من الحياة وآلاف الحضارات.
في عام 2011، قال مختبر الدفع النفاث (JPL) التابع لوكالة ناسا، واعتمادًا على الملاحظات التي تم الحصول عليها من بعثة كيبلر أن حوالي «1.4 إلى 2.7 في المائة» من كل النجوم التي تشبه الشمس يتوقع أن يدور حولها كواكب مثل الأرض «في المناطق القابلة للسكن حول هذه النجوم». وهذا يعني أنه يوجد «مليارا» كوكب منها في مجرة درب التبانة التي نعيش فيها فقط، ومع افتراض أن المجرات تحتوي على رقم مشابه لمجرة درب التبانة، ففي الخمسين مليون مجرة في الكون الذي يمكن ملاحظته، يمكن أن يكون هناك ما يصل إلى سكستيليون (ألف تريليون) كوكب.
وفي عام 2013، استنتج مركز هارفارد سميثسونيان للفيزياء الفلكية (Harvard-Smithsonian Center for Astrophysics) باستخدام تحليلات إحصائية من بيانات إضافية من بعثة كيبلر أنه يوجد على الأقل 17 بليون كوكب يشبه الأرض في مجرة درب التبانة

## الكواكب المرشحة في النظام الشمسي
في بدايات علم الفلك، كان يعتقد أن الزهرة (وبشكل أقل المريخ ونبتون) هي كواكب تشبه الأرض، بل إن البعض تصور أنها يمكن أن تكون مقرًا للحضارة خارج إطار الأرض. ورغم ذلك، فإن هذه الاعتقادات ثبت بعد ذلك أنها مجرد مفاهيم خاطئة.
وحتى هذه اللحظة، يستمر العلماء في العثور على أوجه تشابه مع المريخ، ويفترضون أن الزهرة والمريخ في الماضي كانا مثل الأرض.

### المريخ

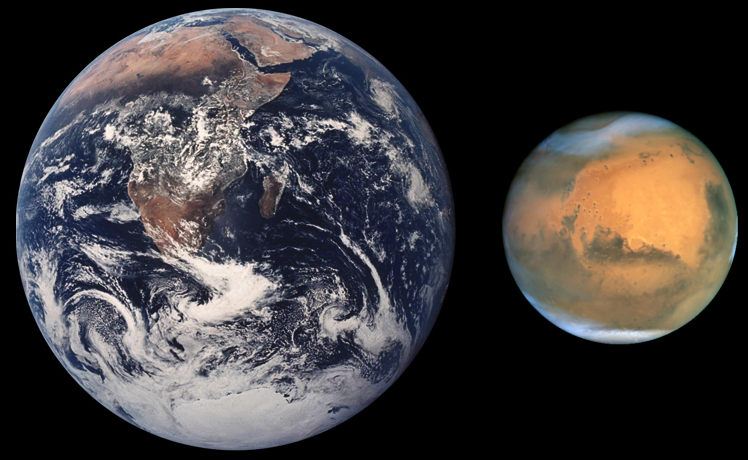
مقارنة بين الأرض والمريخ من حيث الحجم.

ما زال يبدو أن المريخ، وهو ثاني أقرب كوكب للأرض، به بعض التشابهات مع الأرض. فمثل الأرض، يحتوي المريخ على مجال جوي يوفر تأثير الصوبة الزراعية والتشابهات الجغرافية، بما في ذلك الغطاء الجليدي القطبي، كما أنه يتسم بأسلوب دوران مشابه للأرض، وأنشطة بركانية، بالإضافة إلى وجود أدلة تشير إلى وجود المياه. وبالتالي، يبقى كوكب المريخ مرشحًا لوجود حياة خارج إطار الأرض. كما أن ذلك يجعل من استعمار البشر للمريخ موضوعًا للكثير من الأبحاث.
وعلى الرغم من ذلك، فإن المريخ أصغر بكثير ويفتقد إلى الغلاف المغناطيسي، كما أن السنة فيه ضعف السنة على الأرض. ومناخه المتجمد وضعف الجاذبية به والغلاف الجوي قليل السمك ولكنه سام لأنه مكون من ثاني أكسيد الكربون، وهي كلها عوامل تجعل هذا الكوكب غير مناسب لسكان الأرض.

#### المريخ القديم

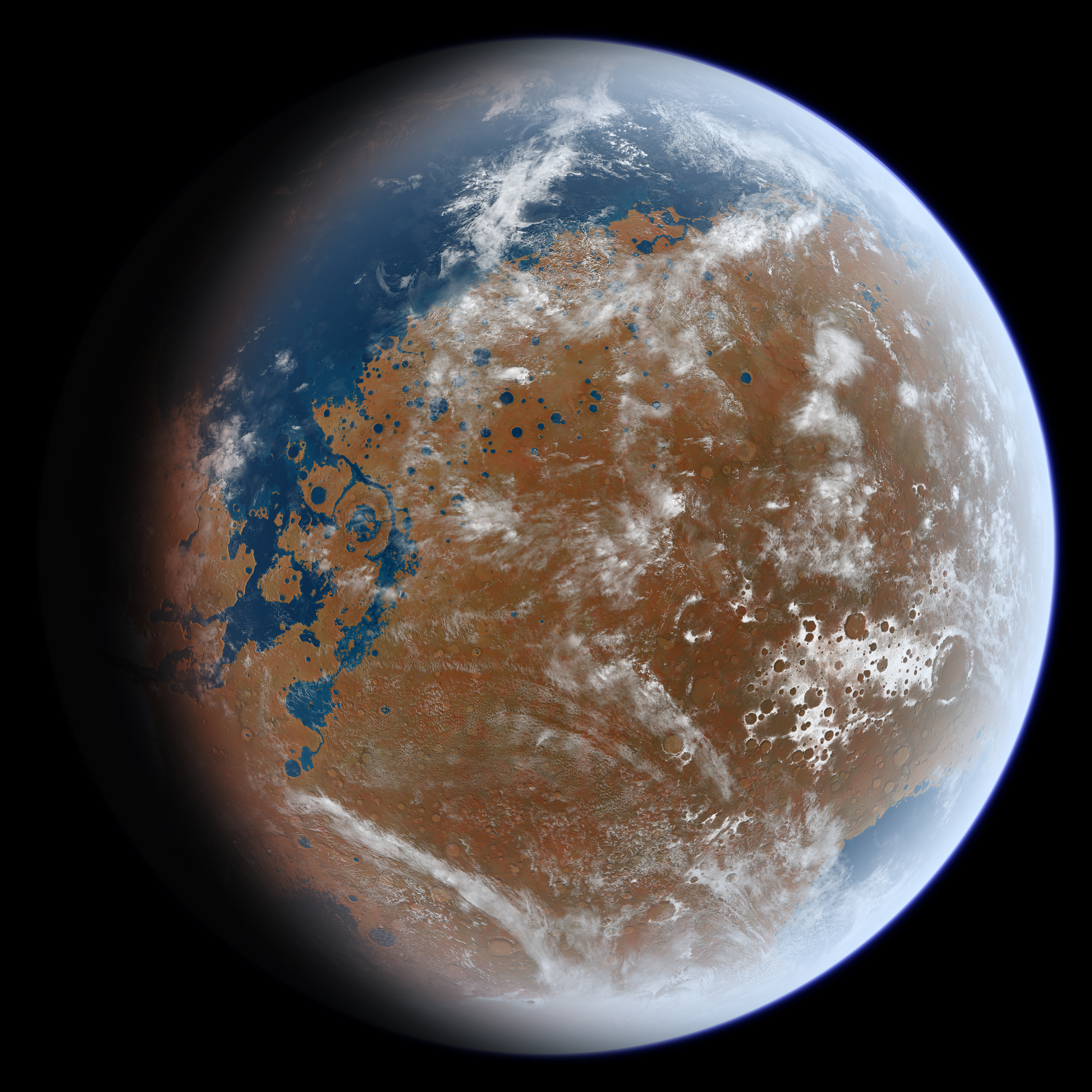
تصور فني حول المريخ القديم ومحيطاته اعتمادًا على البيانات الجيولوجية

ربما كان المريخ القديم مشابهًا إلى حد كبير للأرض، حيث كان مناخه مشابهًا له، وكان يحتوي على المياه السائلة.

##### فرضية المحيطات في المريخ
تنص فرضيات المحيطات في المريخ على أن ثلث سطح المريخ كان مغطًى بمحيط من المياه السائلة في التاريخ الجيولوجي للكوكب.

وهذا المحيط الأساسي، الذي يطلق عليه اسم Oceanus Borealis, كان يمكن أن يملأ حوض Vastitas Borealis في نصف الكرة الشمالي، وهي منطقة توجد على مسافة 4 إلى 5 كيلومترات (2.5 إلى 3 أميال) تحت متوسط ارتفاع الكوكب، منذ فترة زمنية حوالي 3.8 بليون عامًا مضت. وتشتمل أدلة وجود هذا المحيط على الميزات الجغرافية التي تشبه الشواطئ القديمة، والخصائص الكيميائية للتربة المريخية والغلاف الجوي المريخي. وكان المريخ في السابق يتطلب غلافًا جويًا أكثر كثافة ومناخًا أكثر دفئًا للسماح ببقاء المياه السائلة على السطح.

### الزهرة
في بعض الأحيان، يطلق على الزهرة اسم «الكوكب الشقيق» للأرض (انظر أدناه) بسبب التشابه في الحجم والجاذبية وتكوين الكتلة. ومثل الأرض، يحتوي على غلاف جوي يوفر تأثير الصوبة الزراعية وسحب وأمطار، كما أنه نشط بركانيًا. ويعتقد أن كوكب الزهرة في السابق كان يحتوي على محيطات مثل تلك الموجودة على الأرض، إلا أنها تبخرت مع ارتفاع درجة الحرارة. ويمكن أن يكون السبب في ذلك الحقيقة التي تنص على أن كوكب الزهرة، بسبب بطء دورانه، لا يحتوي على مجال مغناطيسي قوي، مما يسمح لمكونات ذرات المياه لأن تندفع بعيدًا بسبب الرياح الشمسية. ومع ذلك، فإن الحرارة الشديدة في الزهرة حاليًا، بالإضافة إلى الغلاف الجوي الساحق المكون من ثاني أكسيد الكربون السام وأمطار حمض الكبريتيك، كلها عوامل تجعل من الزهرة مكانًا غير مناسب لقاطني الأرض. إلا أنه لا يمكن حتى الآن استثناء احتمالية وجود مناطق قابلة للسكن في طبقات السحب السفلية والمتوسطة في فينوس.

### تايتان، قمر كوكب زحل

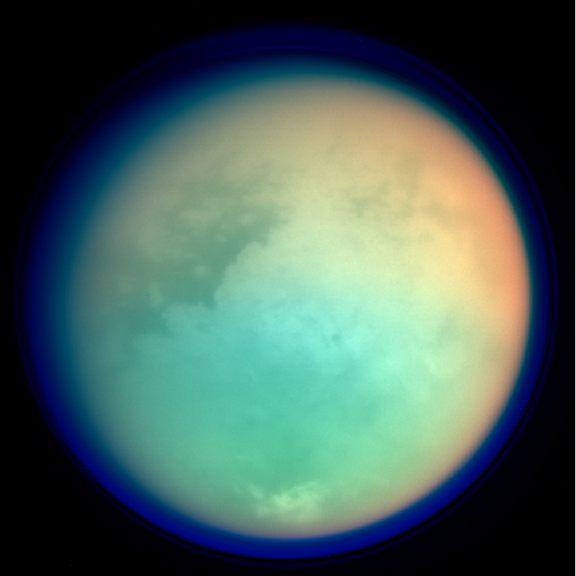
تايتان، قمر كوكب زحل

يمتلك القمر تايتان وهو القمر التابع لكوكب زحل خصائص تشبه خصائص الأرض. وهناك تشابهات في جغرافية القمر تايتان مع الأرض، وهو يشتهر بامتلاكه غلافًا جويًا كثيفًا، حيث يحتوي على سحب وأمطار وهو الجرم الوحيد باستثناء الأرض الذي تم العثور على أدلة واضحة تشير إلى وجود سوائل سطحية مستقرة به.
وتعد احتمالية وجود حياة على القمر تايتان موضوعًا للأبحاث المستمرة.
وعلى مدار بلايين السنوات، يمكن أن يصبح تايتان بنفس حجم الأرض مع تحرك المنطقة القابلة للسكن في النظام الشمسي للخارج بشكل أكبر.
ومع ذلك، فإن تايتان أصغر بكثير من الأرض، كما أن جاذبيته أقل، بالإضافة إلى تكوينه وغلافه الجوي السام بسبب وجود الميثان به والتأثير المضاد للصوبات الزراعية، مما يجعله غير مناسب لحياة قاطني الأرض.

## الأرض المناظرة خارج المجموعة الشمسية

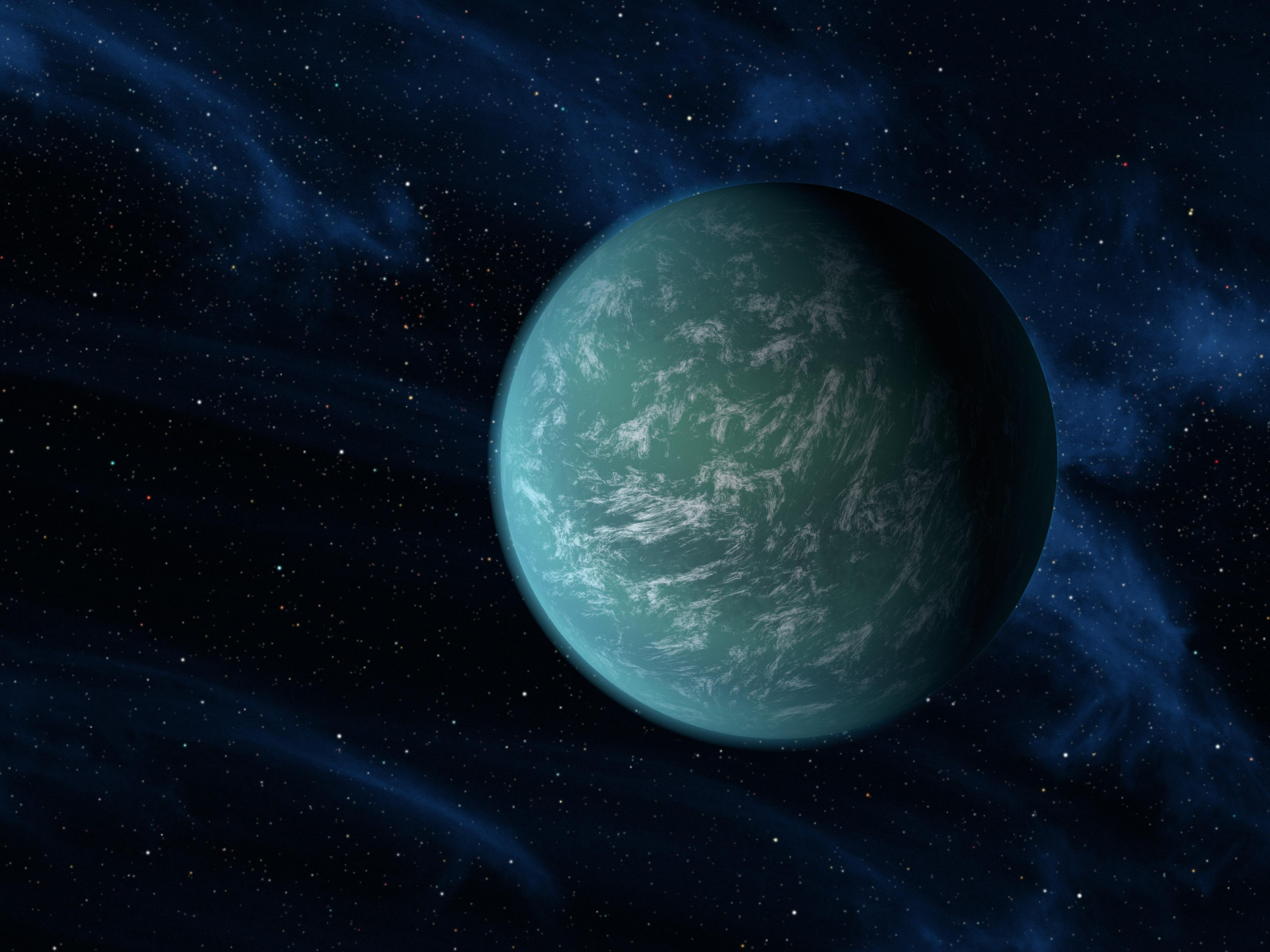
تعبير فني عن كيبلر - 22b، كوكب محتمل مناظر للأرض يدور حول نجم يشبه الشمس على بعد حوالي 600 سنة ضوئية.

يقترح المبدأ التوسطي أنه قد تكون هناك فرصة لوقوع أحداث وقعت بالصدفة ربما سمحت بتكوين كوكب يشبه الأرض في مكان آخر؛ مما يسمح بظهور الحياة المتطورة متعددة الخلايا. ومع ذلك، فإن نظرية الأرض النادرة تؤكد أنه إذا تم تطبيق أكثر المعايير صرامة، فإن مثل هذا الكوكب، إن وجد، ربما يكون بعيدًا للغاية، بما لا يسمح للبشر بالوصول إليه.
ونظرًا لأنه ثبت أن النظام الشمسي يخلو من كوكب مناظر للأرض، فقد تم توسيع نطاق البحث ليشمل الكواكب خارج المجموعة. ويؤكد علماء البيولوجيا الفلكية أن الكواكب المناظرة للأرض يمكن أن تتواجد في أغلب الظن في منطقة قابلة للسكن في مجموعة نجم ما، بحيث تحتوي على مياه سائلة، وتوفر الشروط التي يمكن أن تدعم الحياة. وقد قام بعض علماء البيولوجيا الفلكية، مثل دريك شولز ماكوش بوضع نظريات باحتمالية تكوين قمر طبيعي ضخم بشكل كافٍ لقمر يمكن أن يسكنه البشر ويشبه الأرض.
في عام 2011، قال مختبر الدفع النفاث (JPL) في وكالة ناسا، واعتمادًا على الملاحظات التي تم الحصول عليها من بعثة كيبلر أن حوالي «1.4 إلى 2.7 في المائة» من كل النجوم التي تشبه الشمس يتوقع أن يدور حولها كواكب مثل الأرض«في المناطق القابلة للسكن حول هذه النجوم». وهذا يعني أنه يوجد «مليارا» عالم مثل هذا العالم في مجرة درب التبانة. ومع افتراض أن المجرات تحتوي على رقم مشابه لمجرة درب التبانة، ففي الخمسين مليون مجرة المعروفة، يمكن أن يكون هناك ما يصل إلى سكستيليون (ألف تريليون) كوكب.
ربما يكون أكثر الكواكب الواعدة التي يمكن أن تشبه الأرض حتى اليوم هو كوكب كيبلر - 22b الذي تم تأكيد تواجده في الخامس من ديسمبر 2011. وهو يدور في منطقة قابلة للسكن في نجم رئيسي يشبه الشمس. وحيث أن نصف قطره يصل إلى 2.4 أضعاف نصف قطر الأرض،  فإن درجة حرارة السطح المقدرة له حوالي 22 درجة مئوية، ومع ذلك، فإن طبيعة هذا الكوكب ما زالت غير معروفة.

## تعديل شكل الكوكب

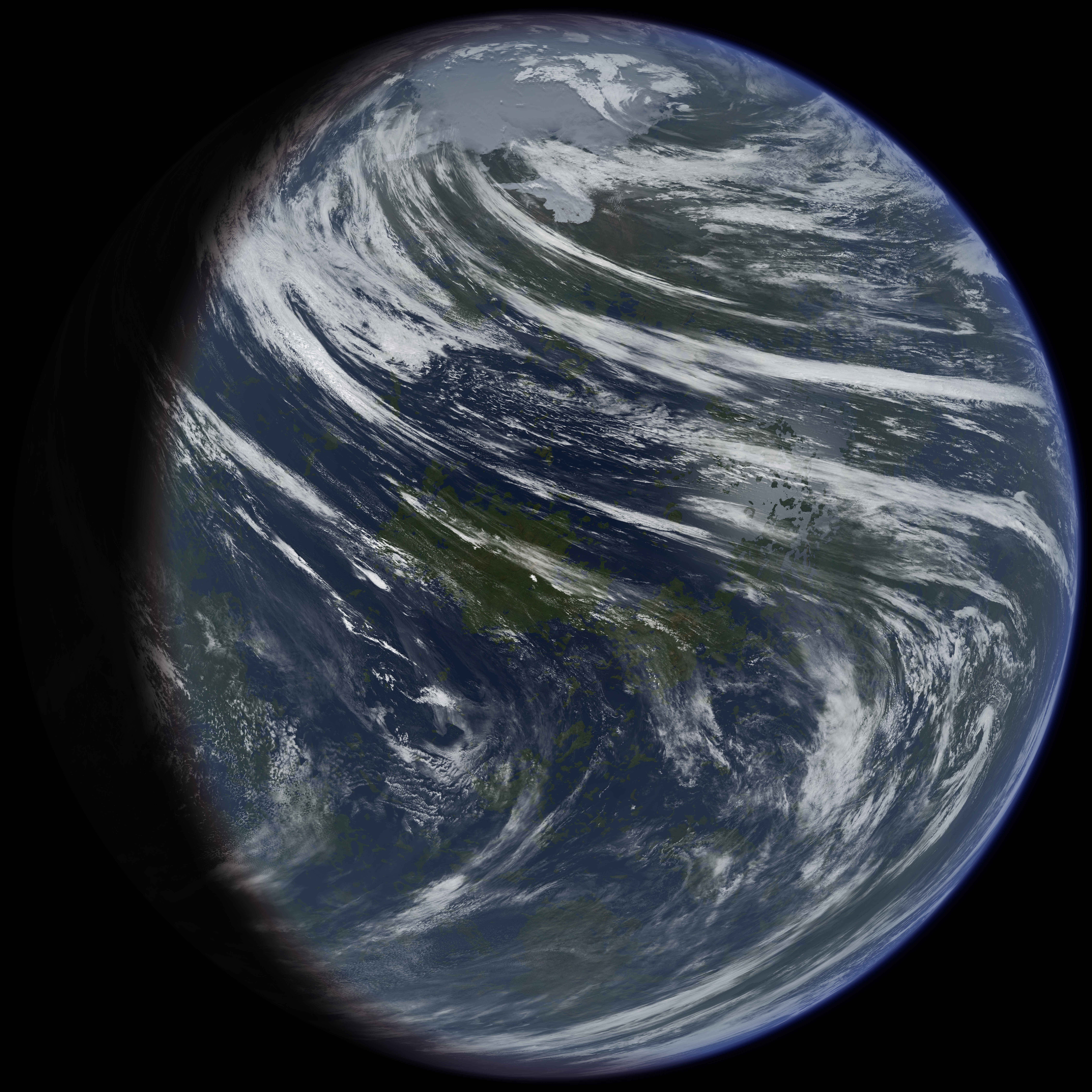
تصور فني كوكب الزهرة بعد تعديله، وهو كوكب مناظر محتمل للأرض

تعديل شكل الكوكب (بشكل حرفي، «تكوين الأرض») لكوكب أو قمر أو أي جرم آخر هي عملية افتراضية لتعديل الغلاف الجوي لهذا الكوكب، أو درجة حرارته أو تضاريس سطحه أو بيئته لكي تشابه تلك الخاصة بالأرض لكي يصبح قابلاً للسكن من خلال الكائنات الحية التي تعيش على سطح الأرض.
وبسبب التقارب والتشابه في الحجم، فإن المريخ، وإلى درجة أقل الزهرة، ينظر إليهما على أنها أكثر الكواكب المرشحة احتمالية لتعديل شكلها.